# Энней Юнайтед
«Энней Юнайтед» (англ. Annagh United FC) — североирландский футбольный клуб из города Портадаун, в графстве Арма. Домашние матчи с 1983 года команда проводит на стадионе Тэндреджи Роад, вместительность которого составляет 1 500 зрителей. Клубные цвета: красно-белый.

## Контактная информация
Адрес: Annagh United F.C., Tandragee Road, Portadown, Co. Armagh, N.I.